# Undine Award

Logo der Undine Filmtage Baden

Der Undine Award war ein 2004 geschaffener und bis 2008 verliehener internationaler Filmpreis für Nachwuchsschauspieler im deutschen Sprachraum. Die Verleihung des Undine Awards fand im Congress Casino in Baden bei Wien während der Filmtage Baden statt. Eingerichtet wurde der Undine Award in Zusammenarbeit mit dem Land Niederösterreich und den österreichischen Filmverleihern.

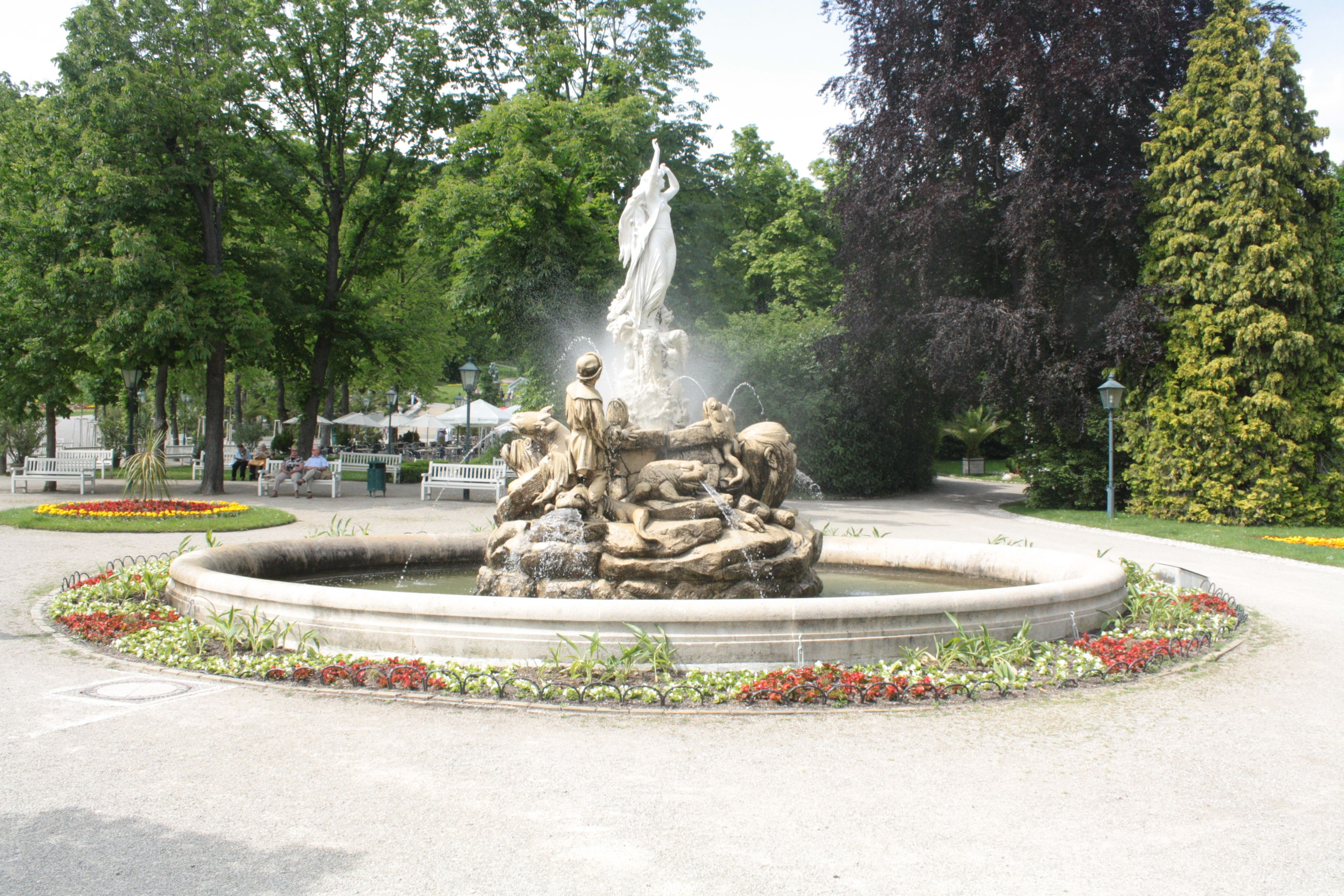
Undinebrunnen im Badener Kurpark

Namensgeber des Preises ist die Undine, ein jungfräulicher Wassergeist, der im Kurort Baden eine wichtige Rolle spielt und mehrmals künstlerisch dargestellt ist. Die Geschichte, die sich um die Badener Undine rankt, ist durch den Brunnen im Kurpark symbolisiert. Elemente des Brunnens finden sich auch in der Statue wieder, die die Preisträger erhielten.

## Filmtage Baden

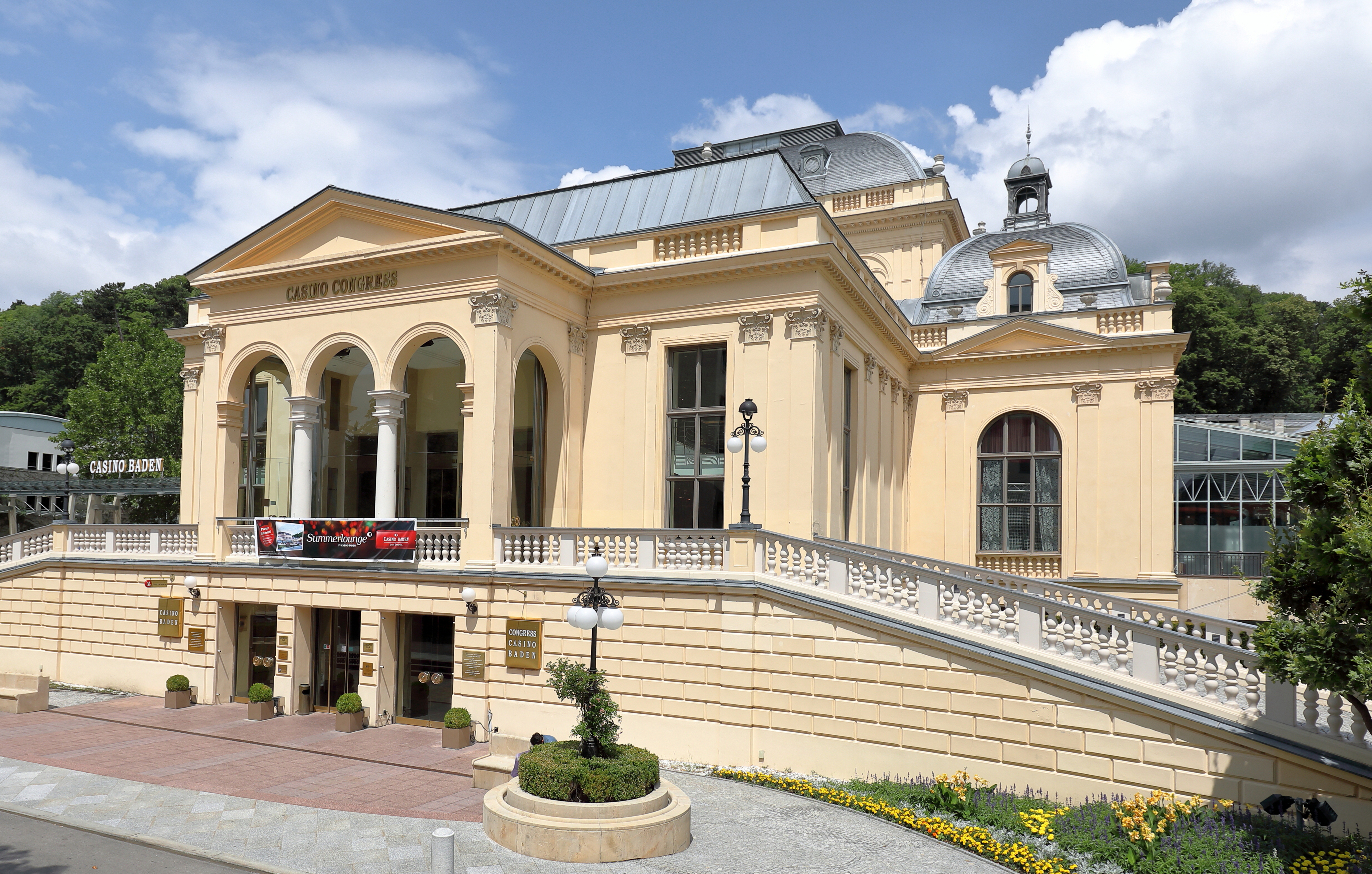
Congress Casino Baden bei Wien

Die Undine-Filmtage waren vor allem dem schauspielerischen Nachwuchs im deutschen Sprachraum gewidmet. Neben der Awardverleihung wurden Filmvorführungen, das Cineastische Quintett und andere Veranstaltungen durchgeführt.
- Filmvorführungen:
  - Alle Filme, in denen die nominierten Jungschauspieler zu sehen waren, wurden im jeweils vergangenen Jahr in deutschsprachigen Kinos gespielt. Vor der Preisverleihung wurden sie jedoch nochmals während der Filmtage aufgeführt.
- Cineastisches Quintett:
  - Fünf Filmexperten diskutierten über die vergangene Kinosaison. Jeder Teilnehmer stellte seinen Lieblingsfilm oder sein größtes Hassobjekt zur Diskussion.
- Die Undine Award Gala:
  - Den Abschluss der Filmtage bildete die Preisverleihungsgala, die im Casino Baden bei Wien stattfand. Prominente Schauspieler überreichten den Nachwuchskollegen die Preise.

| Preisträger 2004                                               | |
| Beste Filmdebütantin                                           | Diana Latzko für Twinni                                                                            |
| Bester Filmdebütant                                            | Jimi Blue & Wilson Gonzalez Ochsenknecht für Die Wilden Kerle                                      |
| Bester jugendlicher Charakterdarsteller                        | Ken Duken für Tödlicher Umweg                                                                      |
| Beste jugendliche Komödiantin                                  | Judith Richter für Pura Vida Ibiza                                                                 |
| Bester jugendlicher Nebendarsteller in einem Kinospielfilm     | Stanislaw Lisnic für Hurensohn                                                                     |
| Beste jugendliche Nebendarstellerin in einem Kinospielfilm     | Maria Simon für Lichter                                                                            |
| Bester jugendlicher Schauspieler in einem Fernsehfilm          | Achim Schelhas für In Liebe vereint                                                                |
| Beste jugendliche Schauspielerin in einem Fernsehfilm          | Franziska Weisz für In Liebe vereint                                                               |
| Bester jugendlicher Hauptdarsteller in einem Kinospielfilm     | August Diehl für Was nützt die Liebe in Gedanken                                                   |
| Beste jugendliche Hauptdarstellerin in einem Kinospielfilm     | Sibel Kekilli für Gegen die Wand                                                                   |
| Bester Jungdarsteller in neuen EU-Ländern                      | Tamàs Polgàr für Szép Nopak                                                                        |
| Beste Jungdarstellerin in neuen EU-Ländern                     | Ana Geislerova für Zelary                                                                          |
| Lebenswerk als Nachwuchsförderin                               | Susi Nicoletti                                                                                     |
| Preisträger 2005                                               | |
| Beste Filmdebütantin                                           | Nadja Vogel für Augenleuchten                                                                      |
| Bester Filmdebütant                                            | Dennis Čubić für Antares                                                                           |
| Bester jugendlicher Charakterdarsteller                        | Tom Schilling für Napola – Elite für den Führer                                                    |
| Beste jugendliche Komödiantin                                  | Alexandra Maria Lara für Vom Suchen und Finden der Liebe                                           |
| Bester jugendlicher Nebendarsteller in einem Kinospielfilm     | Hauke Diekamp für Antikörper                                                                       |
| Beste jugendliche Nebendarstellerin in einem Kinospielfilm     | Alexandra Neldel für Barfuss                                                                       |
| Bester jugendlicher Schauspieler in einem Fernsehfilm          | Matthias Schweighöfer für Schiller                                                                 |
| Beste jugendliche Schauspielerin in einem Fernsehfilm          | Gerti Drassl für Mein Vater, meine Frau und meine Geliebte                                         |
| Bester jugendlicher Hauptdarsteller in einem Kinospielfilm     | Robert Stadlober für Sommersturm                                                                   |
| Beste jugendliche Hauptdarstellerin in einem Kinospielfilm     | Cosma Shiva Hagen für 7 Zwerge – Männer allein im Wald                                             |
| Bester Jungdarsteller aus nordischen Ländern                   | Tómas Lemarquis für Nói Albínói                                                                    |
| Beste Jungdarstellerin aus nordischen Ländern                  | Alexandra Dahlström – Miss Sweden                                                                  |
| Publikumspreis                                                 | Tom Schilling für Napola – Elite für den Führer                                                    |
| Lebenswerk eines Nachwuchsförderers                            | Otto Schenk                                                                                        |
| Preisträger 2006                                               | |
| Beste Filmdebütantin                                           | Sabrina Reiter für In 3 Tagen bist du tot                                                          |
| Bester Filmdebütant                                            | Vincent Redetzki für Sommer vorm Balkon                                                            |
| Beste jugendliche Komödiantin                                  | Paula Riemann für Die wilden Hühner                                                                |
| Beste jugendliche Nebendarstellerin                            | Ina Strnad für Fallen                                                                              |
| Bester jugendlicher Nebendarsteller                            | Oktay Özdemir für Knallhart                                                                        |
| Beste jugendliche Charakterdarstellerin                        | Kim Schnitzer in Lucy                                                                              |
| Beste jugendliche Hauptdarstellerin                            | Jördis Triebel in Emmas Glück                                                                      |
| Bester jugendlicher Hauptdarsteller                            | Sergej Moya in Keller – Teenage Wasteland                                                          |
| Publikumspreis                                                 | Sabrina Reiter für In 3 Tagen bist du tot                                                          |
| Lebenswerk eines Nachwuchsförderers                            | Franz Antel                                                                                        |
| Preisträger 2007 [ 1 ]                                         | |
| Beste Filmdebütantin                                           | Svea Bein für TKKG – Das Geheimnis um die rätselhafte Mind-Machine                                 |
| Bester Filmdebütant                                            | Teo Gheorghiu für Vitus                                                                            |
| Beste jugendliche Komödiantin                                  | Tanja Wenzel für Wo ist Fred?                                                                      |
| Beste jugendliche Nebendarstellerin in einem Kinospielfilm     | Karoline Herfurth für Das Parfum – Die Geschichte eines Mörders                                    |
| Bester jugendlicher Nebendarsteller in einem Kinospielfilm     | Matthias Franz Stein für Der geköpfte Hahn                                                         |
| Beste jugendliche Charakterdarstellerin in einem Kinospielfilm | Jessica Schwarz in Der Liebeswunsch                                                                |
| Beste jugendliche Hauptdarstellerin in einem Kinospielfilm     | Hannah Herzsprung in Vier Minuten                                                                  |
| Bester jugendlicher Hauptdarsteller in einem Kinospielfilm     | Matthias Schweighöfer in Das wilde Leben                                                           |
| Bester jugendliche Darstellerin in einem Fernsehfilm           | Anna Maria Mühe in Meine böse Freundin                                                             |
| Bester jugendlicher Darsteller in einem Fernsehfilm            | Robert Stadlober in Peer Gynt                                                                      |
| Publikumspreis                                                 | (Wahl durch Kinobesucher in Wien und Wiener Neustadt) Florian Bartholomäi für Reine Geschmacksache |
| Publikumspreis                                                 | (beinhaltet das Karl Spiehs Stipendium der Lisa Film) Robert Stadlober für Peer Gynt               |
| Lebenswerk eines Nachwuchsförderers                            | Elfriede Ott                                                                                       |
| Preisträger 2008                                               | |
| Beste Filmdebütantin                                           | Kateryna Rak in Import Export                                                                      |
| Bester Filmdebütant                                            | Manuel Rubey in Falco – Verdammt, wir leben noch!                                                  |
| Beste jugendliche Komödiantin                                  | Nora Tschirner in Keinohrhasen                                                                     |
| Beste jugendliche Nebendarstellerin in einem Kinospielfilm     | Jana Pallaske in Märzmelodie                                                                       |
| Bester jugendlicher Nebendarsteller in einem Kinospielfilm     | Wilson Gonzalez Ochsenknecht in Freche Mädchen                                                     |
| Beste jugendliche Charakterdarstellerin in einem Kinospielfilm | Simone Hanselmann in Free Rainer                                                                   |
| Bester jugendlicher Charakterdarsteller in einem Kinospielfilm | Frederick Lau in Die Welle                                                                         |
| Beste jugendliche Hauptdarstellerin in einem Kinospielfilm     | Elsa Sophie Gambard in Free Rainer                                                                 |
| Bester jugendlicher Hauptdarsteller in einem Kinospielfilm     | Max Riemelt in Die Welle                                                                           |
| Beste jugendliche Darstellerin in einem Fernsehfilm            | Cosma Shiva Hagen in Der Bibelcode                                                                 |
| Bester jugendlicher Darsteller in einem Fernsehfilm            | Michael Steinocher in SOKO Kitzbühel                                                               |
| Kurier-Publikumspreis                                          | Lavinia Wilson in Freigesprochen                                                                   |
| Lebenswerk eines Nachwuchsförderers                            | Heribert Sasse und István Szabó                                                                    |